# Solanum mammosum
Solanum mammosum (tiếng Việt gọi là cà đầu bò, cà vú hay trái dư ) là loài thực vật có hoa trong họ Cà. Loài này được L. miêu tả khoa học đầu tiên năm 1753.
Loài này chứa các chất solanine và scopolamine với nồng độ cao nên độc tính rất cao, ngoài ra còn có các độc chất như atropine và hyoscyamine gây ảo giác và liệt cơ.

## Hình ảnh

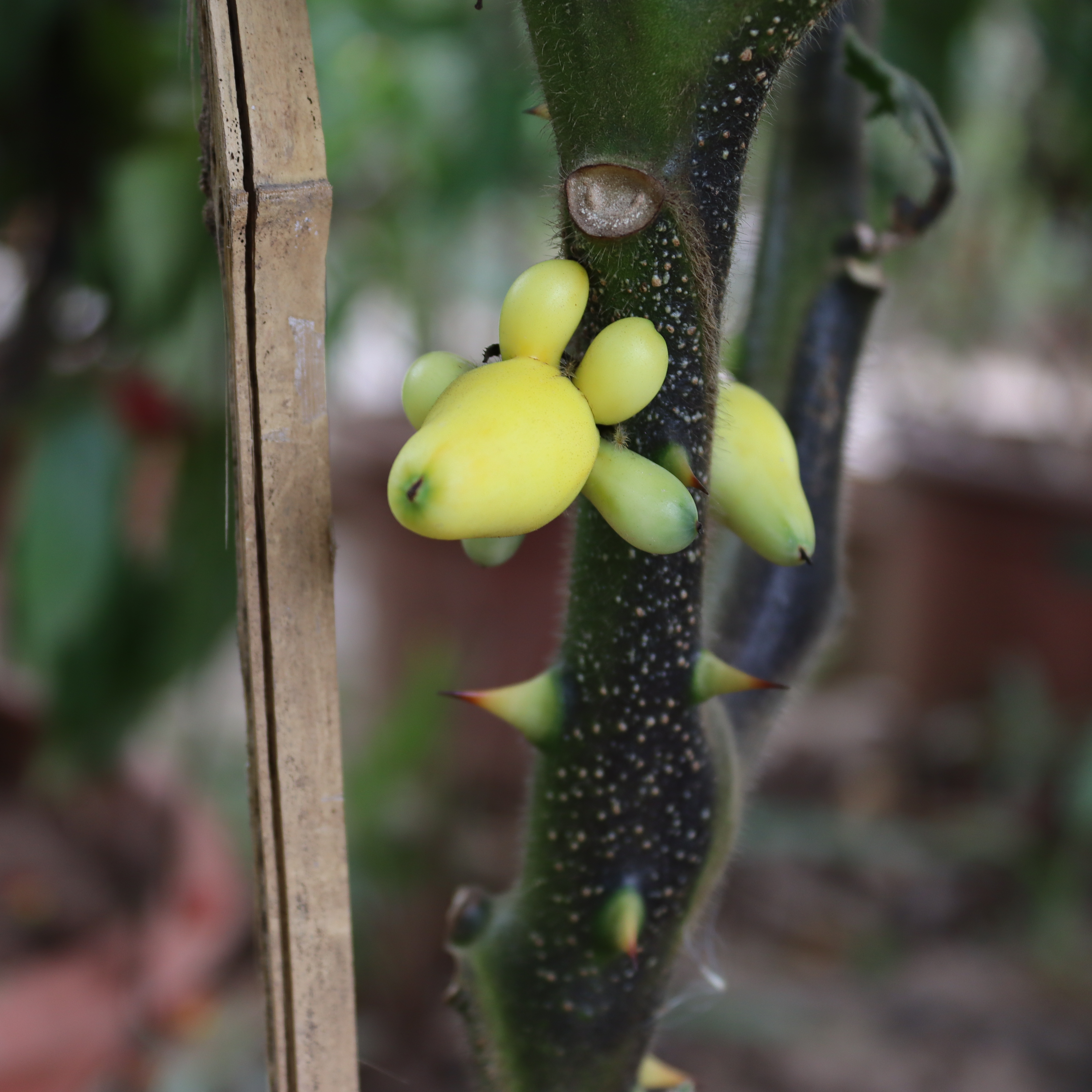
Quả cà dư thừa bày mâm ngũ quả